# Coulson-Aviation-Flug B134
Der Coulson-Aviation-Flug B134 (Funkrufzeichen: BOMBER 134) war ein Feuerlöschflug der Coulson Aviation mit Start und Ziel auf der RAAF Base Richmond, New South Wales (Australien), der am 23. Januar 2020 mit einer Lockheed EC-130Q Hercules durchgeführt wurde. An diesem Tag stürzte die Maschine, die für die Bekämpfung von Buschbränden in Australien eingesetzt war, nahe der Ortschaft Cooma im Osten der Snowy Mountains ab. Alle drei Besatzungsmitglieder kamen bei dem Unfall ums Leben und das Flugzeug wurde vollständig zerstört.

## Hintergrund
Während der Buschfeuer 2019 und 2020 in Australien wurden an der australischen Ostküste 2.000 Privatwohnhäuser zerstört, 24,3 Millionen Hektar Land verbrannten und 34 Menschen kamen ums Leben. Die C-130 war von Coulson Aviation im Auftrag des New South Wales Rural Fire Service (NSW RFS) als Löschflugzeug eingesetzt worden. Sie startete um 12:05 Uhr Ortszeit von der Richmond RAAF Base in Australien und war mit der Aufgabe betraut, Feuerlöschmittel über dem "Adaminaby Complex"-Brand abzuwerfen. Nachdem der Abwurf über diesem Brandgebiet jedoch nicht abgeschlossen werden konnte, wurde das Flugzeug zu einer zweiten Aufgabe umgeleitet, bei der es Löschmittel über dem "Good Good"-Feuer, auch als Peak View Brand bekannt, abwerfen sollte.

## Maschine
Bei der betroffenen Maschine handelte es sich um eine Lockheed EC-130Q Hercules mit der Werknummer 4904, die 1981 gebaut und an die United States Navy ausgeliefert wurde, bei der sie mit dem Luftfahrzeugkennzeichen 161496 in Betrieb genommen wurde. Nach der Außerbetriebsetzung 1992 wurde die Maschine am Ames Research Center der NASA am Moffett Federal Airfield in Kalifornien eingelagert. Ab April 2013 befand sich die Maschine auf dem Gelände der 309th Aerospace Maintenance and Regeneration Group (AMARG) bei der Davis-Monthan Air Force Base. Schließlich wurde die Maschine von Coulson Aviation gekauft und im Januar 2018 zum Löschflugzeug umgebaut, ehe sie mit dem neuen Kennzeichen N134CG und dem Taufnamen Zeus wieder in Betrieb genommen wurde. Das viermotorige Transportflugzeug war mit vier Turboprop-Motoren des Typs Allison T56-A-15 ausgestattet. Bis zum Zeitpunkt des Unfalls hatte die Maschine eine Gesamtbetriebsleistung von 11.888 Betriebsstunden absolviert, davon 683 Stunden seit ihrem Umbau zum Löschflugzeug.

## Insassen
An Bord der Maschine befand sich zum Unfallzeitpunkt lediglich eine dreiköpfige Besatzung, bestehend aus einem Flugkapitän, einem Ersten Offizier und einem Flugingenieur. Alle drei Besatzungsmitglieder waren US-Amerikaner. Der 44-jährige Flugkapitän Ian H. McBeth (* 24. November 1975) wohnte in Great Falls, Montana und arbeitete seit 2015 in Teilzeit und seit 2017 in Vollzeit für Coulson Aviation. Er verfügte über 4.010 Stunden Flugerfahrung, wovon er 3.010 Stunden im Cockpit der Lockheed C-130 absolviert hatte und dabei 994-mal Löschmittel abgeworfen hatte. Der Flugkapitän verfügte ferner über 1.616 Stunden Erfahrung als Navigator. Der 42-jährige Erste Offizier Paul Clyde Hudson (* 21. Juli 1977) lebte in Buckeye, Arizona. Er begann im September 2019 für Coulson Aviation zu fliegen, nachdem er vorher 20 Jahre in der United States Air Force gewesen war und bei dieser unter anderem auch den Flugzeugtyp Lockheed C-130 geflogen hatte. Er verfügte über 1.744 Stunden Flugerfahrung, von denen er 1.364 Stunden im Cockpit der Lockheed C-130 abgeleistet hatte. Der 53-jährige Flugingenieur Rick A. DeMorgan Jr. lebte in Navarre, Florida. Er flog seit November 2019 für Coulson Aviation, nachdem er zuvor 25 Jahre in der United States Air Force gedient hatte. DeMorgan Jr. verfügte über 4.050 Stunden Flugerfahrung mit der Lockheed C-130.

## Unfallhergang
Zeugen berichteten, dass das Flugzeug mehrere Runden in der Nähe des Brandes flog, bevor es den Feuerlöschmittelabwurf durchführte. Der Abwurf erfolgte aus etwa 200 Fuß über dem Boden und dauerte etwa 2 Sekunden. Rund 1.200 US-Gallonen (ca. 4.500 Liter) Feuerlöschmittel wurden freigesetzt. Videos von Zeugen zeigten, dass die C-130 kurz vor dem Abwurf mehrfach in unterschiedlichen Höhen anflog.
Nach dem Abwurf flog das Flugzeug eine Linkskurve, verschwand jedoch kurz darauf hinter Rauch und war für etwa 15 Sekunden nicht sichtbar. Später wurde das Flugzeug in sehr niedriger Höhe und in einer instabilen Fluglage mit linkswärtigem Rollwinkel beobachtet. Etwa 15 Sekunden nach der letzten Sichtung kollidierte das Flugzeug mit dem Gelände, wobei es in Brand geriet. Die drei Besatzungsmitglieder erlitten tödliche Verletzungen.

## Wetterbedingungen
Das Gebiet, in dem der Abwurf durchgeführt wurde, war von starken Windböen und Bergwellenaktivität betroffen, die zu starker Turbulenz führten. Diese Wetterbedingungen, die durch das Feuer und die lokale Topographie noch verschärft wurden, könnten das Flugzeug in einen instabilen Zustand versetzt haben.
Der Pilot akzeptierte die Aufgabe, den Einsatzort anzufliegen, obwohl das Gebiet von Bergwellenaktivität und starker Turbulenz betroffen war. Nachdem die Unfallmaschine, aber auch die Boeing 737 Bomber 137 von Coulson Aviation den Einsatz am ersten Einsatzort aufgrund schwieriger Wetterbedingungen abbrechen musste, wurde die Maschine zum "Good Good"-Feuer umgeleitet und befand sich erneut in einem Gebiet mit ähnlichen, unsicheren Bedingungen.
Der New South Wales Rural Fire Service (NSW RFS) setzte die Aufgabe fort, obwohl bekannt war, dass andere Flugzeuge aufgrund der schlechten Wetterbedingungen ihre Einsätze abbrachen. Die Verantwortung für die Einschätzung der Flugsicherheit lag beim Flugzeugführer, der ohne vollständige Informationen über die Umweltbedingungen eine Entscheidung treffen musste.

## Unfalluntersuchung
Die Unfalluntersuchung wurde dadurch erschwert, dass die Maschine zwar mit einem Cockpit Voice Recorder (CVR), nicht jedoch mit einem Flugdatenschreiber ausgerüstet war, da dieser nicht vorgeschrieben war. Auch die Aufnahmen des CVR erwiesen sich als unbrauchbar, da sie zuletzt einen Flug Monate zuvor aufgezeichnet hatten und die Stromzufuhr zum CVR daraufhin bei der Landung unterbrochen wurde, sodass er keine weiteren Aufzeichnungen vornahm.
Die Unfallermittler stellten fest, dass die Maschine vor dem Aufprall einen linkswärtigen Rollwinkel angenommen hatte und einen Baum umgeknickt hatte, ehe sie mit der linken Tragfläche den Boden streifte und schließlich auf diesem aufprallte und in Brand geriet. Nach dem Aufprall seien die Wrackteile 600 Fuß einen Hang hochgeschlittert. Die Ermittler stellten zudem fest, dass die Piloten vor dem Aufprall nicht das ganze Löschmittel abgeworfen hatten.
Bei der Untersuchung des Unfalls standen den Ermittlern Videoaufnahmen zur Verfügung. Darauf war zu sehen, wie die Maschine nach dem Abwurf des Löschmittels nach links rollt und mit nach oben ausgerichteter Flugzeugnase in eine Rauchwolke einfliegt. Die Ermittler stellten fest, dass die Maschine in dieser Phase jedoch nicht stieg. Nach dem Abwurf des Löschmittels könnte es daher nach Ansicht der Ermittler an der Maschine aufgrund von Scherwinden und einem zunehmenden Rückenwind durch eine reduzierte Steigleistung zum Strömungsabriss gekommen sein. In dieser Fluglage kollidierte das Flugzeug mit dem Boden.
Die Ermittler konnten als Ursache für den angenommenen Strömungsabriss einen Triebwerksausfall ausschließen, da die Triebwerke im letzten Augenblick das ausgebrochene Feuer und abbrechende Metallteile eingesogen hatten. Auch eine falsche Konfiguration konnte ausgeschlossen werden; die Auftriebshilfen waren vor dem Aufprall auf 50 Grad eingestellt, was einer Steigflugkonfiguration entsprach.
Zur Berechnung der Position der Maschine werteten die Ermittler die Daten der beiden Positionsüberwachungssysteme der Maschine, ADS-B und Skytrack, aus. Hierdurch konnten sie ermitteln, dass die Maschine nach dem Abwurf des Löschmittels in südsüdöstlicher Richtung geflogen war. Hierbei sei sie unter Scherwindbedingungen einem Rückenwind ausgesetzt gewesen, da der Wind aus Nordwesten wehte. Der Rückenwind hatte eine Geschwindigkeit von 40 Knoten und bewirkte, dass die Fluggeschwindigkeit der Maschine unter die Strömungsabrissgeschwindigkeit sank, wodurch es schließlich zum Strömungsabriss kam.
Die Untersuchung stellte fest, dass sowohl Coulson Aviation als auch der NSW RFS Mängel in ihren Sicherheitspraktiken aufwiesen.
Coulson Aviation hatte keine ausreichenden Sicherheits- und Risikomanagementprozesse für große Löschflugzeuge. Es gab keine operativen Risikobewertungen oder ein Risikoregister, was dazu führte, dass Gefahren in der Flugvorbereitung und während der Einsätze nicht immer identifiziert und berücksichtigt werden konnten. Die Ermittler stellten fest, dass die Lockheed C-130 von Coulson Aviation im Gegensatz zu den Löschflugzeugen des Typs Boeing 737 nicht über Flugzeugsysteme verfügte, welche die Besatzung vor Scherwinden warnen würde. Gleichwohl wäre es auch bei einer Scherwindwarnung in so geringer Höhe schwer gewesen, eine Maschine unter den gegebenen Bedingungen wieder unter Kontrolle zu bringen. Coulson Aviation hatte darauf vertraut, dass die erfahrenen Piloten der Fluggesellschaft Scherwindbedingungen anhand des Flugverhaltens der Maschine erkennen würden. Die Ermittler befanden, dass eine Aktivierung der Warnanlage in größerer Höhe die Piloten davon abgehalten hätte, das Manöver überhaupt unter derart gefährlichen Bedingungen zu fliegen.
Der NSW Rural Fire Service hatte keine klaren Richtlinien oder Verfahren für den Umgang mit großen Löschflugzeugen, insbesondere in Bezug auf die Luftüberwachung und die Ablehnung von Aufgaben. Es fehlte ein System zur internen Kommunikation über die Ablehnung von Aufgaben, was zu Unsicherheiten bei der Koordination zwischen den Piloten führen konnte.
Die Untersuchung ergab auch, dass der Pilot eines Löschflugzeugs des Typs Aero Commander 500 den Löschflugeinsatz abgelehnt hatte, da er Wochen zuvor unter ähnlichen Bedingungen in Bergwellen und Scherwinde geraten war und nur schwerlich seine Maschine unter Kontrolle bekommen hatte. Die Besatzung des Löschflugzeugs Bomber 137 (Boeing 737) von Coulson Aviation brach ebenfalls den Einsatz ab, nachdem sie Scherwindwarnungen erhalten hatte und verständigte die Richmond Air Base und die Feuerwehrbasis in Cooma über die gefährlichen Bedingungen. Die Richmond Air Base und die Feuerwehrbasis in Cooma gaben die Warnungen jedoch nicht an die Piloten des Löschflugzeugs Bomber 134 weiter.